# Leucogephyra
Leucogephyra là một chi bướm đêm thuộc họ Crambidae.